# 枠組足場
枠組足場（わくぐみあしば）とは、鋼管を門型に溶接された建枠にジャッキベース・交差筋違・鋼製布板等の基本部材を組合わせ、積上げて構成する仮設足場の事である。主に建設現場のビルの外壁面に沿って設置される。
その基本構成部材は、建枠・ジャッキベース・交差筋違（ブレース）・脚注ジョイント（連結ピン）・アームロック・鋼製布板・階段枠・梁枠・壁つなぎ・手すり柱・手すり・手すり枠となる。
最初に昭和27年米国ビティスキャホード社より輸入した事から、建枠の事をビティ、枠組足場の事をビティ足場と呼ぶ場合がある。
特徴は、文字通り「建枠（ビティ）」を必要な高さまで積み重ねて組み立て、さらに、横の長さも「ブレース（交差筋違）」や「鋼製布板」で必要な長さまで繋ぐことができることにある。
平成21年6月1日施行の労働安全衛生規則の改正で
1. 交さ筋かい＋幅木（高さ15cm 以上）
2. 交さ筋かい＋下さん（高さ15～40cmの位置）＋メッシュシート
3. 交さ筋かい＋下さん・幅木と同等以上の措置（高さ15cm 以上）
4. 手すりわく＋幅木（高さ10cm 以上）
5. 手すりわく＋メッシュシート
6. 手すりわく＋幅木と同等以上の措置（高さ10cm 以上）

等の墜落・落下防止の措置が必要になった。

## 建枠の寸法
建枠の種類は寸法より標準枠（枠巾900mm以上）・簡易枠（枠巾900mm未満）・拡幅枠に大別される、またその寸法はインチサイズとメーターサイズに二分される。主な寸法はインチサイズを例にとれば、巾914×高さ1700( A-3055A)である、その他に枠巾は1219・914・762・610・410、高さは1930・1700・1524・1219・914・762・490とその種類は多い。これらを組み合わせることにより、用途や場所によって柔軟に使い分けができます。

## 強度
枠組足場に用いる部材のうち主なものは、厚生労働大臣の定める規格（昭和56年12月26日付け労働省告示103号及び104号）が定められている。その他の部材については（社）仮設工業会が認定制度・承認制度・単品承認制度を設けている。建枠の許容荷重は標準枠（高さ1800mm以下）の場合は42.6kN(4350kg)となる、また、1スパン当たりの許容積載荷重は使用する鋼製布板の種類により制限され,巾500mmの場合は2.45kN(250kg)、巾240mmの場合は1.17kN(120kg)となる。例えば巾914の建枠に各1枚ずつ使用した場合はその合計3.62kN(370kg)となる。また、1スパン内において同時積載は2層まで可能である。通常強度計算書を作成する場合は、建枠・ジャッキベース・壁つなぎの検討をする場合が多い。

## 計画と届出

### 計画
足場（労働安全衛生規則別表第七の上欄第十二号に掲げる機械等に係る工事）の計画の作成に参画するものの資格
足場に係る計画には、労働安全衛生法88条第5項により、その施行と安全衛生について高度の知識と経験を有する資格者を参画させなければならないと規定されている。
計画の作成に参画するものの資格は下記の通り
一 次のイ及びロのいずれにも該当する者
イ、 次のいずれかに該当する者
(1) 足場に係る工事の設計監理又は施工管理の実務に三年以上従事した経験を有すること。
(2) 建築士法第十二条の一級建築士試験に合格したこと。
(3) 建設業法施行令第二十七条の三に規定する一級土木施工管理技術検定又は一級建築施工管理技術検定に合格したこと。
ロ、 工事における安全衛生の実務に三年以上従事した経験を有すること又は厚生労働大臣の登録を受けた者が行う研修を修了したこと。
二 労働安全コンサルタント試験に合格した者で、その試験の区分が土木又は建築であるもの
三 その他厚生労働大臣が定める者

### 届出
労働安全衛生法第88条第1項および第2項、安全衛生規則第86条.第88条の規定により、足場の高さが10m以上で組立から解体までが60日以上の場合は、設置工事開始のの30日前までに所轄の労働基準監督署長に届けなければならない。
届出に必要な書面・図面は、1.様式第20号（機械等設置届）、2.案内図、3.工程表、4.平面図、5.立面図、6.詳細図、7.足場部材等明細書、8.構造計算書が必要となる。

## 先行手すり枠
平成15年4月に厚生労働省より「手すり先行工法に関するガイドライン」が策定される。事業者等の責務は働きやすい安心感のある足場を使用し、労働災害の防止に努めるものとされ、手すり先行工法の種類は「手すり先送り方式」「手すり据置方式」「手すり先行専用足場方式」の三つに分けられる。また、働きやすい安心感のある足場の種類としては、「手すり先行専用足場型」「改善措置機材設置型」の2種類がある。国土交通省においても「建設工事事故防止のための重点対策の実地」にて同ガイドラインを的確に実施するものとされている。
平成21年6月1日の安全衛生規則の一部の改正に伴い、「手すり先行工法に関するガイドライン」は廃止され、新たに「手すり先行工法等に関するガイドライン」が平成21年4月24日に策定された。

## その他の足場
- 単管足場 
枠組足場に対して単管パイプ（外径48.6mm×厚さ2.4mm）を使用する「単管足場」があり、設置場所の巾により使いわけされている。
- くさび緊結式足場
住宅建築では、ビル等の建設工事より複雑な形状の外壁が多く「枠組足場」は適さない為、「くさび緊結式足場」が主に使用される
- 張出し足場
地上から建地等を立てられない場合に、建物の途中から外側に張出材を取付けてこの上に枠組足場等を組み立てる構造のものである。張出材には主にアングル材をトラス状に組んだ足場ブラケット・アングルブラケット等を使用する。
- 単管抱き足場
単管足場のひとつで、足場の設置部分が極端に狭い場合に、一列の単管建地に布パイプを2本並べて取付てこれを床材とするものである。これは作業床は40cm必要であるとする労働安全衛生規則に違反するので、作業床としては認められない。
- 単管ブラケット足場
単管足場のひとつで、一列の単管建地に伸縮ブラケットを取付てこれに足場板を敷き床材とし、さらに単管パイプで手摺等を設けたものである。枠組足場がメインの現場であっても、躯体の形状等の制限から足場の一部に使用する場合が多い。
- つり棚足場
つりチェーンおよびつりチェーン用クランプを用いて、躯体の鉄骨等から足場用単管または角形鋼管を井桁に組んだものをつり下げて、その上に足場板を架け渡した足場で、鉄骨のボルト締め、溶接あるいは鉄筋の組み立て作業等に使用される。
- システム式つり足場
高架橋および橋梁工事等に使用されるプレハブ式のつり足場で、端桁等からつりチェーンで吊り下げるタイプで、枠梁等の専用部材を用いてその上に作業床を形成する構造となっている。
- 移動式足場
専用の枠組を用いてこれに鋼製布板、梯子または階段、キャスター等を組合せ足場としたものであり、一般にローリングタワーと呼ばれる。短期間の高所作業に用いられる。